# Fiesco
Fiesco es una localidad y comune italiana de la provincia de Cremona, región de Lombardía, con 861 habitantes.

## Evolución demográfica
| Gráfica de evolución demográfica de Fiesco entre 1861 y 2001 |
|                                                              |
| Fuente ISTAT - elaboración gráfica de Wikipedia              |